# Keilira sokoli
Keilira sokoli là một loài nhện trong họ Sparassidae.
Loài này thuộc chi Keilira. Keilira sokoli được Arthur Stanley Hirst miêu tả năm 1989.